# سیبوتو
سیبوتو (به لاتین: Sibutu) یک سکونتگاه مسکونی در فیلیپین است که در تاوی تاوی واقع شده‌است.